# Lawrence Agyekum
Lawrence Agyekum (Ghana, 23 de noviembre de 2003) es un futbolista ghanés que juega de centrocampista en el Círculo de Brujas de la Primera División de Bélgica, cedido por el Red Bull Salzburgo de la Bundesliga.

## Trayectoria

### West African Football Academy SC
Comenzó su carrera en el West African Football Academy SC, fue promovido al primer equipo en diciembre de 2019. Debutó el 24 de enero de 2020, tras entrar en el campo por Michael Danso Agyemang en la derrota por 2-1 ante el Liberty Professionals. Sin embargo, la temporada 2019-20 se canceló debido a las restricciones para controlar la pandemia de COVID-19 en Ghana. Disputó 5 partidos de liga antes de la cancelación de la misma. Antes de la reanudación de la liga, fue incluido en la lista de convocados del club para la temporada 2020-21. Marcó su gol de debut el 24 de febrero de 2021, tras marcar el tercer gol en el minuto 92 en la victoria por 3-1 sobre el Karela United FC. Fue nombrado mejor jugador del partido tras realizar una buena actuación en el partido de liga contra el Elmina Sharks F. C., aunque el West African Football Academy SC perdió por 1-0.

### Red Bull Salzburgo
El 7 de febrero de 2022 firmó un contrato con el Red Bull Salzburgo hasta el 30 de junio de 2026 y fue cedido al club asociado de Red Bull, el F. C. Liefering.

## Estadísticas

### Clubes
Actualizado al último partido disputado el 7 de noviembre de 2024.
| Club                                   | Div.          | Temporada     | Liga  | Liga  | Copas nacionales | Copas nacionales | Copas internacionales | Copas internacionales | Total | Total |
| Club                                   | Div.          | Temporada     | Part. | Goles | Part.            | Goles            | Part.                 | Goles                 | Part. | Goles |
| -------------------------------------- | ------------- | ------------- | ----- | ----- | ---------------- | ---------------- | --------------------- | --------------------- | ----- | ----- |
| West African Football Academy SC Ghana | 1 ª           | 2019-20       | 4     | 0     | 0                | 0                | —                     | —                     | 4     | 0     |
| West African Football Academy SC Ghana | 1 ª           | 2020-21       | 26    | 3     | 0                | 0                | —                     | —                     | 26    | 3     |
| West African Football Academy SC Ghana | 1 ª           | 2021-22       | 9     | 1     | 0                | 0                | —                     | —                     | 9     | 1     |
| West African Football Academy SC Ghana | Total club    | Total club    | 39    | 4     | 0                | 0                | 0                     | 0                     | 39    | 4     |
| F. C. Liefering · Austria              | 2.ª           | 2021-22       | 13    | 1     | —                | —                | —                     | —                     | 13    | 1     |
| F. C. Liefering · Austria              | 2.ª           | 2022-23       | 22    | 1     | —                | —                | —                     | —                     | 22    | 1     |
| F. C. Liefering · Austria              | 2.ª           | 2023-24       | 14    | 1     | —                | —                | —                     | —                     | 14    | 1     |
| F. C. Liefering · Austria              | Total club    | Total club    | 49    | 3     | 0                | 0                | 0                     | 0                     | 49    | 3     |
| Red Bull Salzburgo · Austria           | 1.ª           | 2022-23       | 3     | 0     | 1                | 0                | 0                     | 0                     | 4     | 0     |
| Red Bull Salzburgo · Austria           | Total club    | Total club    | 3     | 0     | 1                | 0                | 0                     | 0                     | 4     | 0     |
| Círculo de Brujas · Bélgica            | 1.ª           | 2024-25       | 11    | 0     | 0                | 0                | 7                     | 0                     | 18    | 0     |
| Círculo de Brujas · Bélgica            | Total club    | Total club    | 11    | 0     | 0                | 0                | 7                     | 0                     | 18    | 0     |
| Total carrera                          | Total carrera | Total carrera | 104   | 7     | 1                | 0                | 7                     | 0                     | 112   | 7     |

## Palmarés

### Títulos nacionales
| Título     | Club               | País    | Año  |
| ---------- | ------------------ | ------- | ---- |
| Bundesliga | Red Bull Salzburgo | Austria | 2023 |